# Terrax
Tyros, alias Terrax (« Terrax the Tamer » en VO) est un super-vilain évoluant dans l'univers Marvel de la maison d'édition Marvel Comics. Créé par le scénariste Marv Wolfman, le dessinateur John Byrne et l'encreur Joe Sinnott, le personnage de fiction apparaît pour la première fois dans le comic book Fantastic Four (vol. 1) #211 en octobre 1979.
Terrax a été l'un des hérauts de l'entité cosmique Galactus. Il est aussi connu pour être un ennemi du Surfer d'argent (le premier et le plus connu des Hérauts de Galactus) et de l'équipe des Quatre Fantastiques.

## Biographie du personnage

### Origines
Avant de débuter son aventure cosmique, Tyros était un tyran extraterrestre qui régnait sur la cité de Lanlak de la planète Brij, une lune proche de la géante gazeuse Marman, à 80 000 années-lumière de la Terre.
Doté du pouvoir de contrôler la terre et la roche, Tyros, dans son rôle de tyran, montre une telle soif de pouvoir et de manque de compassion qu'il attire l'attention de l'entité cosmique Galactus, le Dévoreur de mondes. Galactus accepte d'aider les Quatre Fantastiques à vaincre leur ennemi le Sphinx s'ils lui livrent auparavant Tyros. D'abord réticents, les héros terriens finissent par délivrer Brij de son despote. Galactus fait ensuite de Tyros son nouveau héraut et le renomme Terrax, l'investissant d'une partie de son pouvoir cosmique et lui offrant une hache cosmique comme arme.

### Parcours
Terrax, poussé par la soif de conquête, devient vite un excellent héraut, livrant à Galactus des mondes vivants pour apaiser sa faim. Un jour pourtant, il s'enfuit et oblige une planète entière à l'adorer comme un dieu. Quand Galactus le retrouve et le convoque, il part se cacher dans un trou noir. Le Dévoreur de Mondes se sert alors des pouvoirs de la mutante terrienne Dazzler pour le faire sortir, et Terrax se plie de nouveau à sa volonté.
Il s'enfuit pourtant de nouveau, sur Terre cette fois-ci. Il fait léviter l'île de Manhattan et tente d'obliger les Quatre Fantastiques à éliminer Galactus. Ce dernier, conscient que Terrax n'est plus le héraut parfait, repose l'île et reprend son pouvoir cosmique à Tyros. Le vilain chute du sommet de l'Empire State Building et s'écrase en morceaux sur le sol.
Quelques mois plus tard, les débris sont récupérés par le Docteur Fatalis qui le reconstitue en Latvérie, Tyros ne se souvenant plus de son passé de Héraut. Fatalis crée ensuite une machine qui permet à l'extraterrestre de retrouver une faible partie de son pouvoir cosmique, et Terrax part se venger des Quatre Fantastiques. À son insu, Fatalis lui fait don d'un costume cosmique qui tuera Terrax en quelques heures, évitant ainsi au dictateur latvérien d'affronter un adversaire trop puissant. Terrax écrase les Fantastiques puis se retourne contre Fatalis. Mais le Surfer d'Argent arrive pour sauver ses amis, et Terrax, plus faible, est consumé par le pouvoir cosmique du Surfer.
Le Grand Maître, l'un des Doyens de l'univers, le ressuscite pour devenir un membre de sa Légion des morts. Ses membres attaquent les Vengeurs. Iron Man tue Terrax en sacrifiant son armure dans une explosion.
Terrax reste à l'état de poussière jusqu'à ce que des recherches faites sur le terrain le réveillent. Il affronte les New Warriors et est vaincu.
Il réapparaît plus tard, isolé sur une planète par le Surfer d'argent qui jette sa hache dans un champ d'astéroïdes. Il y reste jusqu'à ce que le Surfer revienne le chercher avec d'anciens autres Hérauts pour vaincre Morg. Lors du combat, la hache de Terrax est détruite et celui-ci est assommé. À la mort de Morg, Terrax récupère la hache du vaincu et part vivre sur un astéroïde.
Il est fait prisonnier par le super-vilain Tyrant. Il parvient à s'échapper et repart vivre seul.
Lors de l'invasion de la galaxie par Annihilus, il est capturé et devient un esclave. Libéré à la mort du monstre insectoïde de la Zone négative, Terrax s'écrase en compagnie du Skrull Paibok sur une petite planète dominée par Randau le Parasite. Il élimine le tyran mais, voyant que la population ne peut vivre sans tyran protecteur, il détruit la planète d'un seul coup de sa hache, puis repart dans l'espace, seul.

## Pouvoirs et capacités
En tant qu’ancien héraut de Galactus, Terrax possède une fraction du pouvoir cosmique de Galactus, ce qui a considérablement augmenté ses propres capacités surhumaines. À l’origine, Tyros est apparemment le seul mutant de son monde, et possédait le pouvoir d'animer la roche et la terre à sa guise, dans certaines limites.
- Quand il est devenu le héraut de Galactus, le corps de Terrax a été recouvert d’une enveloppe composée d’une matière semblable à la roche, dure mais flexible, ce qui le rend très résistant au froid et aux chaleurs extrêmes (températures allant de −125 °C jusqu'à la chaleur dégagée par le cœur d’une petite étoile)[1].
- Il peut résister à une pression équivalente à 100 fois l’atmosphère de la Terre et à des forces de concussion (choc) correspondant aux maximum d'une chute vers la Terre depuis l’exosphère[1] (au-delà de 600 kilomètres d'altitude).
- Grâce à l’énergie cosmique contenue dans son corps, il n'a pas besoin de manger, boire ou respirer[1].
- Sa force physique a également été augmentée par le pouvoir cosmique. Il peut ainsi soulever (ou exercer une pression équivalente à) 75 tonnes, sans être obligé de faire appel à ses réserves d’énergie cosmique pour accroître sa force[1].
- Comme tous les hérauts de Galactus, il est capable de créer et d’entrer à travers des distorsions de l’espace-temps et de trouver son chemin vers une autre distorsion, ce qui lui permet de couvrir d’immenses distances spatiales de cette façon. En restant dans l’espace normal, il peut atteindre une vitesse comparable à 75 % de la vitesse de la lumière[1]. Il peut aussi détecter la vie à plusieurs années-lumière de distance.

Sa capacité mutante de manipuler la terre et la roche a elle aussi été fortement augmentée par Galactus, d'un facteur 100 environ :
- Terrax peut désormais déplacer des masses planétaires d’un diamètre équivalent à environ 1 600 km[1] ;
- il peut manipuler des astéroïdes d’un diamètre de plusieurs kilomètres, et les faire se déplacer à une vitesse avoisinant plusieurs milliers de kilomètres par heure[1] ;
- il peut contrôler la direction d’un ensemble de météores se trouvant à une portée maximale de 150 km autour de lui[1] ;
- en se concentrant, il peut interagir avec de petits morceaux de matière se trouvant loin de lui, jusqu’à des distances d'environ 1 500 km. Cependant, plus la distance est grande, plus la masse qu’il peut affecter est réduite[1] ;
- en se tenant à la surface d’une planète, il peut agir sur les plaques tectoniques de façon à provoquer des séismes et créer des failles dans la croûte, d’une profondeur ou d’une largeur de plusieurs centaines de mètres[1].
- en utilisant son pouvoir au maximum, il peut séparer une masse de la croûte terrestre équivalente à la taille de l’île de Manhattan et la faire léviter à plusieurs kilomètres au-dessus de la surface. Sur des planètes possédant une gravité plus faible, il peut soulever des masses encore plus importantes[1].

Terrax combat le plus souvent avec sa hache cosmique que lui a donné Galactus, une arme capable d'émettre des rafales d'énergie destructrices assez puissantes pour percer la coque d'un vaisseau spatial. Sa hache peut aussi générer un champ de force très puissant. Agissant indépendamment de la terre et de la roche, sa hache accroît encore ses pouvoirs.

## Versions alternatives
- Dans la réalité alternative d'Amalgam Comics qui résulte de la fusion temporaire de l'univers DC avec l'univers Marvel à l’occasion d’un crossover commun, « Terra-X » est la fusion entre les personnages de Terrax de Marvel et de Terra (Tara Markov) de DC. Le personnage amalgamé apparaît dans le comic book Assassins #1 en avril 1996[8].

## Apparitions dans d'autres médias
Sauf indication contraire, les informations mentionnées dans cette section peuvent être confirmées par la base de données cinématographiques IMDb,  présente dans la section « Liens externes ».

### Télévision
- 1994 : Les Quatre Fantastiques (série d'animation)[9]
- 2012 : Avengers : L'Équipe des super-héros (série d'animation)

### Jeux vidéo
- 2007 : Les Quatre Fantastiques et le Surfer d'argent[10]

### Autres
Terrax a également été adapté en figurine articulée dans la ligne de figurines Marvel Legends, et au format minimates.